# ژیگا ورتوف
ژیگا ورتوف (به روسی: Дзига Вертов) ‏(۱۸۹۶–۱۹۵۴) سازنده فیلم‌های خبری و مستند بود.
او با نظرات خود در مورد لزوم استقلال هنر سینما از ادبیات و به خاطر فیلم‌های آزمایشی و تجربی خود همچنان در عرصه سینما و نظریه‌های مربوط به فیلم‌سازی مطرح است.
برداران ورتوف یعنی بوریس کافمن و میخائیل کافمن نیز از فیلمسازان قابل توجه بودند. همچنین همسر او الیزابت اسویلوا نیز فیلم‌ساز بود.

## زندگی
داوید آبیلیویچ کافمن (به روسی: Давид Абелевич Кауфман) در یک خانواده روشنفکر یهودی در منطقه بیاویستوک لهستان که سپس بخشی از امپراتوری روسیه شد به دنیا آمد. پدرش کتابدار بود.
او بعد از ۱۹۱۸ نام خانوادگی یهودیش را به روسی یعنی آکرادیویچ تغییر داد.
کافمن در دانشکده هنرهای زیبای بیاویستوک مشغول تحصیل موسیقی بود تا اینکه در سال ۱۹۱۵ به خاطر تهاجم ارتش آلمان محبور به فرار به مسکو شدند.
طولی نکشید که کافمن‌ها به پترگراد رفتند یعنی همانجایی که داوید
کافمن شروع به نگارش شعر، داستان‌های تخیلی و ساتیر -هجونامه- کرد.
در سال ۱۹۱۶–۱۹۱۷ کافمن مشغول به تحصیل پزشکی در دانشگاه سایکونئوروژیکال سن پترزبورگ شد و در وقت‌های آزادش مشغول به تجربه تلفیق‌های صدایی شد.
سپس نام ژیگا ورتوف (فرفره چرخان) را برای خود برگزید؛ ژیگا در زبان لهستانی به معنی فرفره و ورتوف از فعل روسی вертеть به معنی چرخیدن گرفته شده‌است. نوشته‌های ورتوف در فیلم‌های خبری روزانه کینو-پراودا نشان از رمانتیسیسمی انقلابی می‌داد.

## آثار اولیه
ژیگا ورتوف به خاطر نوشته‌های اولیه‌اش شناخته شد علی‌الخصوص همان کارهایی که در زمان تحصیل می‌نگاشت. توجه این نوشته‌ها بر قدرت منحصر به فرد لنز دوربین در به تصویر درآوردن طبیعت بود به طوری که حتی از آن به عنوان «چشم دوم» یاد می‌کند.
بیشتر این کارها چاپ نشده‌اند و تنها تعداد محدودی از نسخ خطی این نوشته‌ها بعد از جنگ جهانی دوم باقی ماند، به هر حال بعضی از این مفاهیم توسط مستندها و فیلم‌های متأخری که توسط خودش و برادرانش ساخته شد زنده ماند. همچنین ورتوف را به خاطر جملات قصارش در باب ادراک و توصیفات وصف‌ناشدنیش در باب ارتباط به بطن تجربه حسی می‌شناسند.

## دوره بعد از انقلاب اکتبر
بعد از انقلاب بلشویکی در سال ۱۹۱۷، زمانی که ورتوف ۲۲ ساله بود شروع به همکاری با کینو-ندلیا (Кино-Неделя، هفته‌نامه کمیته سینما مسکو، اولین سری فیلم هفتگی در روسیه) کرد که اولین شماره آن در ژوئن ۱۹۱۸ بیرون آمد.
در حین کار در همین نشریه بود که با همسرش الیزابت اسویلوا، نویسنده و کارگردان فیلم، آشنا شد که در آن زمان برای گوسکینو کار می‌کرد. او ارتباطش را با ورتوف در ابتدا به عنوان ویراستارش شروع کرد ولی در ادامه و در فیلم‌های بعدیش مثل مردی با دوربین فیلم‌برداری (۱۹۲۹) و سه ترانه برای لنین (۱۹۳۴) به عنوان همکار و کارگردان کنار او بود.
ورتوف در مجموعه‌های کینو-ندلیا به مدت سه سال فعالیت کرد. در سال ۱۹۱۹ ورتوف قطعه فیلم خبری برای مستند سالگرد انقلاب تهیه کرد. در سال ۱۹۲۱ او تاریخچه جنگ داخلی را ساخت.
ورتوف در ۱۹۵۴ بر اثر سرطان درگذشت.

## آثار
- سینما-چشم
- سینما-حقیقت
- مردی با دوربین فیلم‌برداری
- یک ششم دنیا
- سه ترانه برای لنین